# Haravesnes
Haravesnes es una comuna francesa situada en el departamento de Paso de Calais, en la región de Alta Francia.

## Demografía
| 93 | 80 | 71 | 59 | 45 | 36 | 51 |
| Para los censos de 1962 a 1999 la población legal corresponde a la población sin duplicidades (Fuente: INSEE [Consultar]) |    |    |    |    |    |    |